# شهرستان هولمز (اوهایو)
شهرستان هولمز، اوهایو (به انگلیسی: Holmes County, Ohio) یک سکونتگاه مسکونی در ایالات متحده آمریکا است که در اوهایو واقع شده‌است.